# Naughty Marietta
Naughty Marietta es una película de 1935 basada en la opereta Naughty Marietta de Victor Herbert. Jeanette MacDonald interpreta a una princesa que huye de un matrimonio arreglado. Navega hacia Nueva Orleans y es rescatada de los piratas por el capitán Richard Warrington (Nelson Eddy).

## Sinopsis
Para evitar un matrimonio arreglado con Don Carlos, un anciano duque español, la princesa Marie se disfraza de Marietta, la antigua sirvienta de su tío, y escapa de Francia en un barco con chicas casquette que viajan a Nueva Orleans para casarse con colonos. A bordo, Marietta se hace amiga de Julie.

## Reparto

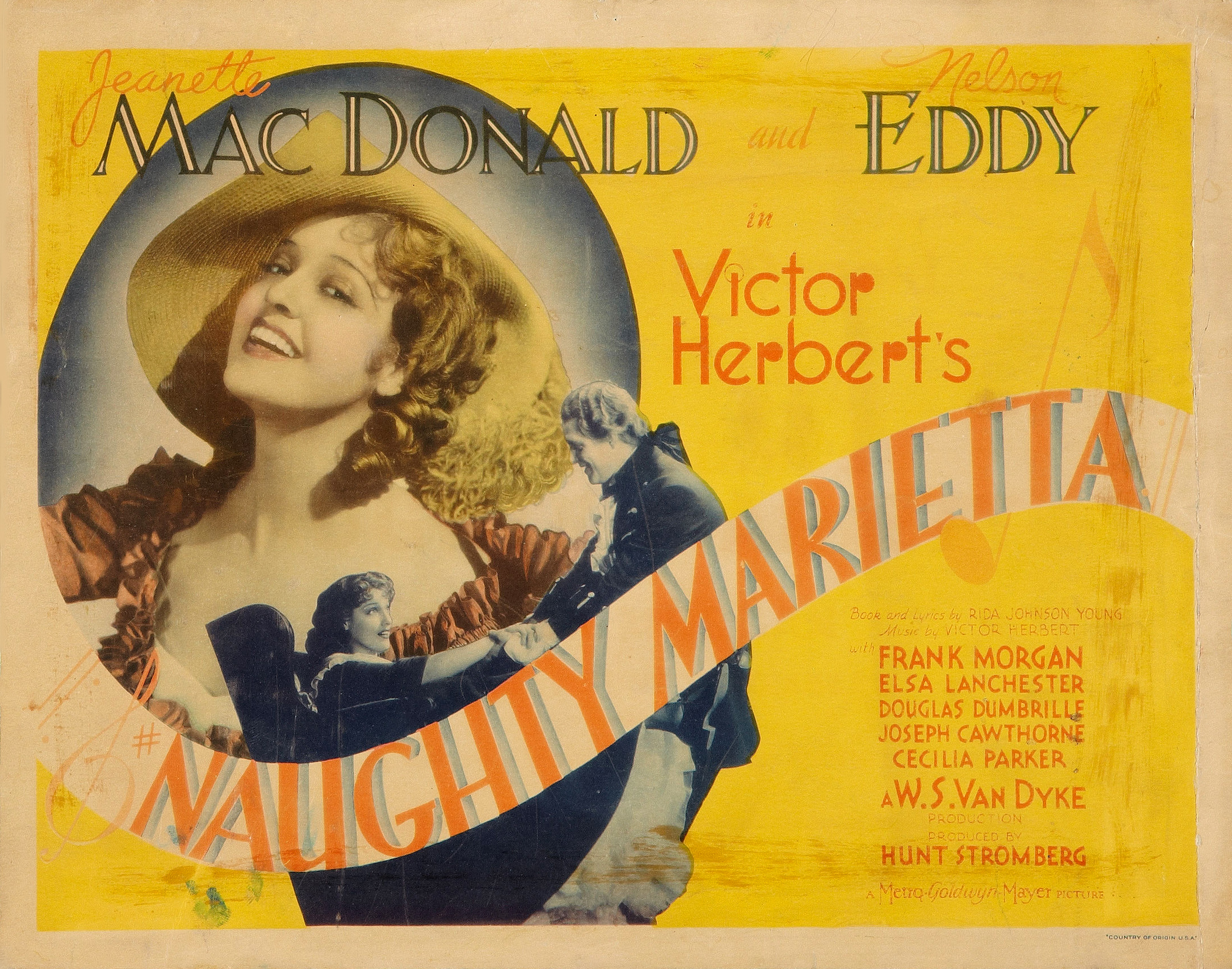
Lámina publicitaria.

- Jeanette MacDonald: la princesa Marie de Namour de la Bonfain (Marietta Franini)
- Nelson Eddy: el capitán Richard Warrington
- Frank Morgan: el gobernador Gaspard d'Annard
- Elsa Lanchester: Madame d'Annard
- Douglas Dumbrille: el príncipe de Namour de la Bonfain
- Cecilia Parker: Julie
- Walter Kingsford: Don Carlos de Braganza
- Joseph Cawthorne:  Herr Schumann
- Greta Meyer: Frau Schumann
- Akim Tamiroff: Rudolpho
- Harold Huber: Abraham ("Abe")
- Edward Brophy: Ezekial Cramer ("Zeke")
- Helen Shipman
- Mary Doran
- Raymond Massey

## Taquilla
La película recaudó un total (nacional y extranjero) de US $ 2,057,000 (equivalente a US $ 38,359,056 en 2019): $ 1,058,000 de los EE. UU. Y Canadá y $ 999,000 en otros lugares. Obtuvo una ganancia de $ 407,000.